# Сельское поселение Зуевка
Сельское поселение Зуевка — муниципальное образование в Нефтегорском районе Самарской области.
Административный центр — село Зуевка.

## Административное устройство
В состав сельского поселения Зуевка входят:
- село Верхнесъезжее,
- село Зуевка.